# Boettners
Das Boettners war ein seit 1901 existierendes gehobenes Traditions-Restaurant in München.

## Geschichte

### 1901–2015: Familie Hartung
1901 wurde das Boettners von Alfred Boettner im Tal in München eröffnet. 1905 zog das Restaurant in die Theatinerstraße 8 um. Mit elegantem Ambiente und Vitrinenschränken, gefüllt mit wertvollen Fayencen und antikem Geschirr, sowie Originalkunstwerken zog das Boettners ein honoriges Publikum an. Boettners galt als eines der feinsten Restaurants Münchens. Das Restaurant war vor allem für Hummergerichte bekannt. Viele Prominente aus Kunst, Wirtschaft und Politik finden sich im Gästebuch; besonders um die 1970er Jahre galt es als Prominentenlokal.
2002 musste das Restaurant den Umbauplänen der Fünf Höfe weichen und zog in die Pfisterstraße 9 am Platzl um, in ein 1896 errichtetes Haus des Architekten Karl Stöhr. Das Restaurant wurde von Frank Hartung in vierter Familiengeneration geführt, bis er es Ende 2015 schloss.

### 2016–2019: Alfons Schuhbeck
Ende 2016 übernahm Alfons Schuhbeck das Lokal und eröffnete Schuhbecks Fine Dining im Boettners. 2018 wurde das Restaurant unter Küchenchef Maurice Kriegs mit einem Michelinstern ausgezeichnet. Ende 2019 wurde das Restaurant wieder geschlossen.

### Seit 2020: Goldig im Boettners
Im Sommer 2020 eröffnete dort das italienische Lokal Goldig im Boettners.

## Auszeichnungen
- 2017: Ein Stern im Guide Michelin 2018

## Trivia
1980 schrieb Wolfram Siebeck in seinem Buch Kulinarische Notizen über einen Besuch im Boettner: „Als ich zum letzten Mal dort war, war ich in Begleitung von Gert von Paczensky, der schrieb darauf einen sehr scharfen, aber berechtigten Verriss über dieses Restaurant. Als ich jetzt wieder dort essen wollte, wurde mir die Bedienung verweigert, weil ich damals in der falschen Gesellschaft war.“